# Sébas Diekstra
Sébastien Marlon (Sébas) Diekstra (Leiden, 22 november 1980) is een Nederlandse advocaat en voormalig beroepsmilitair. 

## Bekende strafrechtzaken
Diekstra is onder meer bekend als advocaat van de familie van Ivana Smit (het fotomodel dat in Kuala Lumpur overleed), de zus en vader van Rowena Rikkers (het ‘meisje van Nulde’), de vader van Roos (een van de slachtoffers van de tramaanslag in Utrecht), de vriend van de vermoorde Anne Faber, de vader van Sharleyne (het meisje dat door haar moeder van een balkon zou zijn geduwd), de moeder van het doodgereden 14-jarige meisje Tamar, en nabestaanden van de slachtoffers van de zogenoemde Almelose kruisboogschutter.
Op 3 juni 2021 heeft Diekstra een boek uitgebracht over de zaak rondom het overleden model Ivana Smit. In het boek 'Ivana - Strijden voor gerechtigheid' klaagt hij als advocaat van de familie de trage rechtsgang aan in het door corruptie geplaagde Maleisië.
Diekstra is de advocaat van een aantal vrouwelijke slachtoffers in de zaak rondom The Voice of Holland. Ook staat hij een aantal bekende Nederlanders bij die slachtoffer zijn geworden, zoals youtuber en presentator Jeroen Holtrop en realityster Nicol Kremers.

## Militaire carrière
Voor zijn carrière als raadsman was Diekstra officier bij de Koninklijke Marechaussee. In 2000 trad hij in dienst bij de krijgsmacht. Hij werd opgeleid tot wachtmeester en was algemeen opsporingsambtenaar. 
In 2006 heeft hij de officiersopleiding aan de Koninklijke Militaire Academie doorlopen. Als officier was hij onder andere teamcommandant bij een operationele eenheid, de brigade Zuid-Holland van de KMar. Hij voltooide de zogenoemde majoorscursus aan het Instituut Defensie Leergangen (IDL). Hierna ging hij rechten studeren aan de Open Universiteit en specialiseerde zich in strafrecht.
Na zijn beroepscarrière werd Diekstra actief bij het reservepersoneel van de krijgsmacht. Als reserve-majoor was hij commandant van het eerste bivak van de door de krijgsmacht georganiseerde 'maatschappelijke diensttijd'. Op vrijdag 2 december 2022 is Diekstra geïnstalleerd als militair adviseur bij de Veiligheidsregio Noord-Holland Noord. Hij werd bevorderd tot luitenant-kolonel.

## Televisie
Vanaf 2017 maakte hij met misdaadjournalist Kees van der Spek het SBS6-programma Moord of Zelfmoord waarin zaken die waren bestempeld als zelfmoord op verzoek van nabestaanden opnieuw onder de loep werden genomen. Het programma heeft uiteindelijk twee seizoenen gedraaid. In 2019 was hij een van de gezichten op crime-gebied van het SBS6-programma 6 Inside. Diekstra is sinds 2022 betrokken bij het televisieprogramma NET5 Moorddossier. Hij was een van de advocaten die in het eerste seizoen tien gruwelijke zaken nader belichtte.
In 2025 was Diekstra als panellid te zien in het televisieprogramma Ranking the Stars.
Diekstra is regelmatig te zien als deskundige bij Shownieuws op SBS6.

## Politiek
Bij de Tweede Kamerverkiezingen 2021 stond Diekstra op de kandidatenlijst van Code Oranje.

## Publicaties
- Ivana - Strijden voor gerechtigheid; Volt, 2021.
- De Tindermoord: Het dramatische verhaal van Mieke Oort; Alfabet, 2024.
- Recht voor het slachtoffer; Luitingh-Sijthoff, 2025 (verwacht).